# Sheila Mello

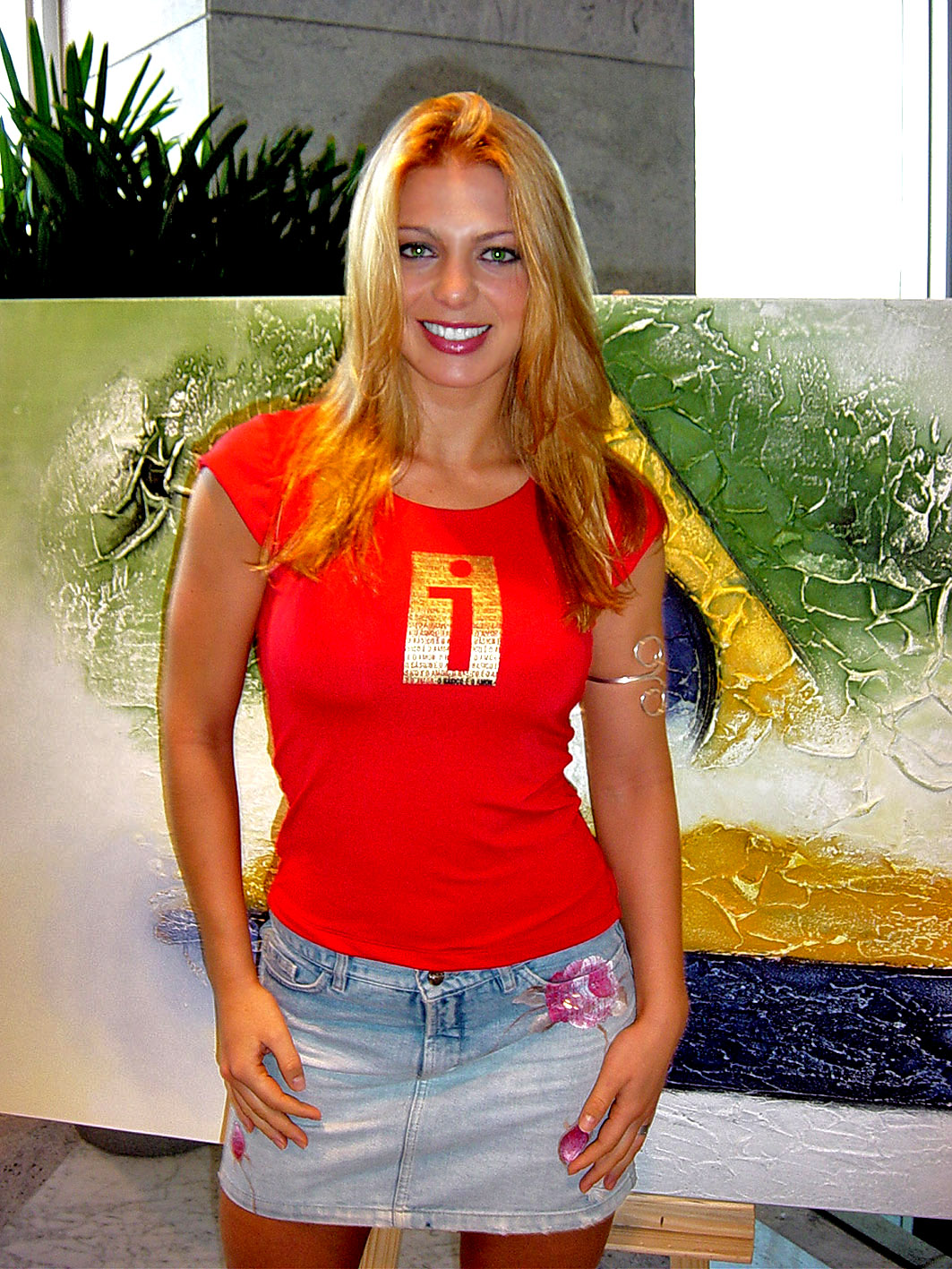
Sheila Mello (2007)

Sheila Chesed de Almeida Mello (anhörenⓘ; * 23. Juli 1978 in São Paulo) ist eine brasilianische Tänzerin, Schauspielerin und Model.

## Leben
Sheila Mello wurde in São Paulo geboren. Sie absolvierte eine Ausbildung in klassischem und modernen Ballett, bevor sie Mitglied der Gruppe É o Tchan! wurde. Ihr Eintritt in die Gruppe É o Tchan! erfolgte im Jahr 1998. Mello absolvierte erfolgreich ein Casting, das stattgefunden hatte, um einen Ersatz für die Tänzerin Carla Perez zu finden.
Mello, die auch als Model arbeitete, posierte unter anderem für den Playboy und im Oktober 2007 für das brasilianische Männermagazin Sexy. Im Januar 2002 war sie in der brasilianischen Doppelausgabe des Playboy vom Dezember 2001/Januar 2002 neben ihrer Bandkollegin Sheila Carvalho zu sehen.
Nach ihrem Ausstieg bei der Gruppe É o Tchan! absolvierte Mello eine Schauspielausbildung an der Schauspielschule Célia Helena, einer Schule für darstellende Kunst. In der Folge trat sie als Theaterschauspielerin unter anderem in Stücken von Naun Alves de Souza, Dias Gomes, Nelson Rodriguês, Ariano Suassuna und Ronaldo Ciambrone auf.
2007 spielte sie in dem Film Alfaville, der einen Film-Preis auf dem Festival de Gramado gewann.
2009 nahm sie an der zweiten Staffel der brasilianischen Reality-Show A Fazenda teil.

## Theater
- Herótica – Cartilha Feminina Para Homens Machos (Regie: Darson Ribeiro)
- Caldé e os Peixes Que Aprendem a Nadar no Ar (Regie: Marcelo Lazzaratti)
- Gretta Garbo Quem Diria, Acabou no Irajá (Regie: Hilton Have)
- O Santo e a Porca (Regie: Ednaldo Freire)
- Viúva, Porém Honesta (Regie: Fábio Marcof)
- A Invasão (Regie: Gabriel Carmona)
- Caminhos da Independência
- Uma Empregada Quase Perfeita (Regie: Mirian Lins)
- 2/4 no Motel (Regie: Flávio Colatrello)

## Filmografie (Auswahl)
Filme
- 2007: Alphaville 2007 d.C.

Fernsehen
- 2009: A Fazenda 2 (Realityshow)

## Diskografie
Singles
- 2003: Água
- 2009: Tic Tac
- 2009: Renascerá